# When the Body Speaks
When the Body Speaks este o piesă a formației britanice Depeche Mode. Piesa a apărut pe albumul Exciter, în 2001.